# Inductie (elektriciteit)

bewegende geleider in een loodrecht magnetisch veld

Inductie is het verschijnsel in de natuurkunde dat over een geleider een elektrische spanning wordt opgewekt als de geleider zich in een veranderend magnetisch veld bevindt of omgekeerd als een geleider zich in een magnetisch veld beweegt. Inductie is het principe waarop transformatoren en dynamo's zijn gebaseerd. Inductie wordt door de inductiewet van Faraday kwantitatief beschreven. Het woord 'inductie' werd vroeger ook gebruikt voor de magnetische fluxdichtheid.
Inductie wordt gebruikt in een inductiekookplaat en met meer vermogen bij inductieverhitting.
Als een stroomkring die loodrecht op een magnetisch veld staat, in oppervlakte wordt vergroot, zodat de magnetische flux wordt vergroot, wordt er door inductie een elektrische spanning in die stroomkring opgewekt. Indien de stroomkring is gesloten gaat daar als gevolg van de magnetische flux een stroom doorheen lopen.

## Ontdekking
De ontdekking van inductie wordt in het algemeen aan Michael Faraday toegeschreven, die in het jaar 1831 de werking van een elektromagneet probeerde om te keren. Een stroom wekt een magnetisch veld op, dus was hij benieuwd dat een magnetisch veld een stroom kon opwekken. Mogelijk is het werk van Michael Faraday gebaseerd op werk van Francesco Zantedeschi uit 1829. De Amerikaan Joseph Henry deed ongeveer tussen 1830 en 1832 een soortgelijke ontdekking, maar publiceerde hierover pas veel later.

## Formules
Als een spoel zich in een veranderend magnetisch veld bevindt, wordt de inductiespanning gegeven door de inductiewet van Faraday. De inductiespanning {\displaystyle U} is evenredig met de verandering in de tijd {\displaystyle t} van de sterkte van het magnetischecompon veld of de magnetische flux {\displaystyle {\mathit {\Phi }}} en het aantal windingen {\displaystyle N} van de spoel:
{\displaystyle U=-N\ {\frac {{\rm {d}}{\mathit {\Phi }}}{{\rm {d}}t}}}
De richting waarin de stroom loopt in de spoel wordt gegeven door de wet van Lenz en is zodanig dat de verandering van de flux wordt tegengewerkt.
Beweegt een geleider zich in een magnetisch veld van constante sterke, dan is de inductiespanning {\displaystyle U} op elk moment evenredig met de grootte van de magnetische fluxdichtheid {\displaystyle B_{0}}, evenredig met de lengte {\displaystyle L} van de geleider in het magnetische veld en evenredig met de snelheid {\displaystyle v} van de geleider ten opzichte van het magnetische veld. De flux is gelijk aan 
{\displaystyle {\mathit {\Phi }}=B_{0}\ L\ x},
zodat:
{\displaystyle U=-{\frac {{\rm {d}}{\mathit {\Phi }}}{{\rm {d}}t}}=-B_{0}\ L\ {\frac {{\rm {d}}x}{{\rm {d}}t}}=-B_{0}\ L\ v}
Bovengenoemde formule wordt ook gebruikt om met een magnetische stromingsmeter de stroomsnelheid van een elektrisch geleidende vloeistof of suspensie te meten.
De eenheid van spanning is de volt, van de sterkte van het magnetisch veld, de magnetische flux de weber en van de magnetische fluxdichtheid de tesla.

## Zelfinductie
Er treedt ook inductie op in een geleidende component waarin een verandering van stroomsterkte optreedt. Dat komt doordat om de component heen zich een veranderend magnetisch veld bevindt dat veroorzaakt wordt door die veranderende stroom zelf. Deze inductie uit zich als een spanning die de oorzaak van de verandering van de stroom tegenwerkt: men spreekt dan van een zelfinductie.
{\displaystyle U=-L{\frac {{\rm {d}}I}{{\rm {d}}t}}}
waarin {\displaystyle L} de zelfinductie is, {\displaystyle I} de stroom en {\displaystyle {\frac {\rm {d}}{{\rm {d}}t}}} voor de afgeleide naar de tijd staat. De eenheid van zelfinductie is de henry.
In de elektrotechniek wordt een spoel gebruikt als een zelfinductie nodig is. Een spoel bestaat uit een aantal, meestal veel windingen waardoor dezelfde stroom loopt en die dezelfde magnetische flux omvatten. De zelfinductie van een spoel is evenredig met het kwadraat van het aantal windingen.